# Мищенко, Пётр Артёмович
Пётр Артёмович Ми́щенко (укр. Петро Артемович Міщенко; 5 августа 1928, Ковали — 21 августа 1978, Житомир) — украинский советский флейтист и музыкальный педагог, солист оркестра Донецкого театра оперы и балета, преподаватель Донецкого пединститута, заслуженный артист Украинской ССР (1976).

## Биография
С 1946 по 1949 год Пётр Мищенко учился в Житомирском музыкальном училище. В 1952 году он окончил Киевскую консерваторию по классу Андрея Проценко. С 1954 по 1978 год Мищенко был солистом оркестра Донецкого театра оперы и балета. С 1972 года он преподавал в Донецком пединституте. В 1976 году Петру Мищенко было присвоено почётное звание заслуженный артист УССР.